# 南昌市第二中学
南昌市第二中学（简称南昌二中），是江西省南昌市的一所中学。设有普通高中部、国际高中部、初中部。

## 历史沿革
南昌二中的前身是南昌私立心远中学。光绪二十七年（1901年）由熊元愕、熊育鍚开办。初名乐群学堂，1903年改名南昌熊氏私立心远英文学塾，1907年更名南昌私立心远中学堂。1912年改学堂为学校。1922年至1927年间，一度开办心远大学，初设文科，后增设数、理2科。抗日战争时期，多次搬迁。
1949年9月，江西省人民政府将南昌私立心远中学、剑声中学、青年中学合并，定名为江西省立南昌第二联合中学，旋更名为江西省南昌第二中学，直属江西省教育厅领导。1953年南昌市中学改市建制，此后称南昌市第二中学，同年成为江西省重点中学及全国30所重点联系学校之一。文化大革命期间，曾一度下迁至梅岭共大。1978年又被恢复为省市重点中学。1985年改制为30个教学班的高级中学。2006年，学校整体搬迁至红谷滩新区。
2012年，南昌二中、南昌四中、南昌二十二中三校联合办校，组建南昌二中初中教育集团。三校分别改名为南昌二中苏圃路校区、爱国路校区和雅苑路校区。
2013年8月，经南昌市教育局批准，在南昌二中教育集团爱国路校区恢复开办南昌市心远中学。
2017年，南昌二中入选第一届全国文明校园名单。

## 南昌二中教育集团
- 公办初中：
  - 南昌二中雅苑路校区
  - 南昌二中昌北校区
  - 南昌十五中初中部（南昌二中教育集团青山湖校区）
  - 南昌二十六中初中部（南昌二中教育集团二十六中校区）
  - 南昌二中高新校区
  - 南昌二中九龙湖校区
  - 南昌二中罗家校区（在建）
- 民办初中：
  - 心远中学爱国路校区
  - 心远中学红谷新城校区
  - 立德朝阳中学
- 公办高中
  - 南昌二中苏圃路校区
  - 南昌二中绿茵路校区
  - 南昌二中赣江新区校区

## 知名校友
- 张荫南
- 杜钰昭
- 童非
- 钱萍
- 万迪中
- 許淵冲